# 2024년 하계 올림픽 리투아니아 선수단
2024년 하계 올림픽 리투아니아 선수단은 2024년 7월 26일부터 8월 11일까지 프랑스 파리에서 열린 2024년 하계 올림픽에 참가한 올림픽 리투아니아 선수단이다.
구소련 시대 이후 리투아니아가 9회 연속 올림픽에 출전하는 것이며, 하계 올림픽 역사상 전체 11번째가 된다.

## 출전 선수
| 종목     | 남자 | 여자 | 전체 |
| -------- | ---- | ---- | ---- |
| 근대5종  | 0    | 2    | 2    |
| 농구     | 4    | 0    | 4    |
| 레슬링   | 1    | 1    | 2    |
| 배구     | 0    | 2    | 2    |
| 브레이킹 | 0    | 1    | 1    |
| 사이클   | 1    | 2    | 3    |
| 수영     | 5    | 2    | 7    |
| 승마     | 1    | 1    | 2    |
| 요트     | 1    | 1    | 2    |
| 육상     | 4    | 7    | 11   |
| 조정     | 3    | 5    | 8    |
| 체조     | 1    | 0    | 1    |
| 카누     | 5    | 0    | 5    |
| 전체     | 26   | 24   | 50   |

## 메달 집계
| 종목 | 1 | 2 | 3 | 합계 |
| 종목 | ' | ' | ' | '    |
| 종목 | ' | ' | ' | '    |
| 종목 | ' | ' | ' | '    |
| 합계 | ' | ' | ' | '    |

## 같이 보기
- 2024년 하계 올림픽